# Dicranolasmatidae
I Dicranolasmatidae sono una famiglia di Opilionidi con circa 20 specie descritte in un singolo genere.

## Habitat
I Dicranolasmatidae vivono principalmente nelle regioni Mediterranee a nord delle Alpi del sud, dette Carpathians, ad est del Caucaso e dell'Iraq, e a sud della zona ovest del Sud Africa.

## Descrizione
La lunghezza del corpo varia da tre a 6,4 mm e a maggior parte delle parti del corpo è incrostata con particelle di suolo. La zona anteriore è caratterizzata da un grande "cappa" con gli occhi nel centro, che si compone di due curve.

## Origine del Nome
Il nome Dicranolasma è una combinazione delle parole del Greco Antico dikranos "dalla doppia testa" ed elasma "targa", riferendosi alla cappa.

## Riferimenti
- Joel Hallan's Biology Catalog: Dicranolasmatidae